# What’s New Pussycat? (utwór muzyczny Toma Jonesa)
What’s New Pussycat? – utwór muzyczny walijskiego piosenkarza Toma Jonesa, nagrany na potrzeby ścieżki dźwiękowej do filmu Woody’ego Allena Co słychać, koteczku? (1965), ponadto umieszczony na drugim albumie studyjnym Jonesa pt. What’s New Pussycat? (1965). Utwór napisali Burt Bacharach i Hal David.
Jones początkowo nie był przekonany do nagrywania piosenki, ponieważ nie spodobała mu się jej melodia oraz żartobliwy tekst. Ostatecznie przekonał się do nagrań, które odbyły się w czerwcu w jednym ze studiów nagraniowych w Londynie.
Singel dotarł do 11. miejsca na brytyjskiej liście przebojów – UK Singles Chart oraz do trzeciego miejsca w amerykańskim zestawieniu Billboard Hot 100.
Utwór w 1966 był nominowany do Oscara za najlepszą piosenkę oryginalną.